# Lijst van gemeentelijke monumenten in Steenwijkerland
De gemeente Steenwijkerland heeft 184 gemeentelijke monumenten, hieronder een overzicht. 

## Baarlo
De plaats Baarlo kent 1 gemeentelijk monument:
| Object                                  | Bouwjaar | Architect | Locatie     | Coördinaten                  | Nr.          | Afbeelding                              |
| --------------------------------------- | -------- | --------- | ----------- | ---------------------------- | ------------ | --------------------------------------- |
| Begraafplaats met baarhuisje en hekwerk | 19e eeuw |           | Baarlo (2a) | 52° 44' 17" NB, 5° 57' 1" OL | 1708/IJSH094 | Begraafplaats met baarhuisje en hekwerk |

## Basse
De plaats Basse kent 4 gemeentelijke monumenten:
| Object    | Bouwjaar | Architect | Locatie          | Coördinaten                  | Nr.         | Afbeelding  |
| --------- | -------- | --------- | ---------------- | ---------------------------- | ----------- | ----------- |
| Boerderij | 1891     |           | Basserweg 2      | 52° 48' 15" NB, 6° 2' 46" OL | 1708/STW264 | Upload foto |
| Boerderij | 1870     |           | Basserweg 6 + 6A | 52° 48' 15" NB, 6° 2' 34" OL | 1708/STW265 | Boerderij   |
| Boerderij |          |           | Basserweg 18     | 52° 48' 17" NB, 6° 2' 13" OL | 1708/STW266 | Boerderij   |
| Boerderij |          |           | Basserweg 3      | 52° 48' 8" NB, 6° 2' 49" OL  | 1708/STW262 | Boerderij   |

## Blankenham
De plaats Blankenham kent 2 gemeentelijke monumenten:
| Object                                           | Bouwjaar                | Architect | Locatie           | Coördinaten                   | Nr.          | Afbeelding                         |
| ------------------------------------------------ | ----------------------- | --------- | ----------------- | ----------------------------- | ------------ | ---------------------------------- |
| Woonhuis (vm. pastorie bij naastgelegen NH-kerk) | vroeg 20e eeuw          |           | Kerkbuurt 10      | 52° 45' 54" NB, 5° 53' 51" OL | 1708/IJSH091 | Upload foto                        |
| Kruithuisje met peilwater en kanon               | 1992 (replica 19e eeuw) |           | Blokzijlerdijk 1a |                               | 1708/IJSH202 | Kruithuisje met peilwater en kanon |

## Blokzijl
De plaats Blokzijl kent 17 gemeentelijke monumenten:
| Object                             | Bouwjaar                          | Architect | Locatie          | Coördinaten                   | Nr.        | Afbeelding                         |
| ---------------------------------- | --------------------------------- | --------- | ---------------- | ----------------------------- | ---------- | ---------------------------------- |
| Woonhuis                           | ca. 1900                          |           | Oude Verlaat 5   | 52° 43' 39" NB, 5° 57' 36" OL | 1708/WN019 | Woonhuis                           |
| Woonhuis (vm. sluiswachterswoning) | ca. 1900                          |           | Noorderkade 28   | 52° 43' 32" NB, 5° 57' 29" OL | 1708/WN018 | Woonhuis (vm. sluiswachterswoning) |
| Woonhuis                           | ca. 1935                          |           | Noorderkade 23   | 52° 43' 33" NB, 5° 57' 29" OL | 1708/WN017 | Woonhuis                           |
| Woonhuis                           | ca 1900 oudere kern 17e eeuw      |           | Wijde Gang 2     | 52° 43' 36" NB, 5° 57' 40" OL | 1708/WN021 | Woonhuis                           |
| Woonhuis                           | 1867                              |           | Noorderkade 16   | 52° 43' 35" NB, 5° 57' 30" OL | 1708/WN016 | Woonhuis                           |
| Woonhuis                           | 19e-eeuwse voorgevel, oudere kern |           | Zuiderkade 4     | 52° 43' 33" NB, 5° 57' 39" OL | 1708/WN024 | Woonhuis                           |
| Horecapand                         | 19e eeuw                          |           | Zeedijk 1        | 52° 43' 38" NB, 5° 57' 36" OL | 1708/WN023 | Horecapand                         |
| Woonhuis                           | wederopbouwperiode                |           | Wijde Gang 5     | 52° 43' 37" NB, 5° 57' 40" OL | 1708/WN022 | Woonhuis                           |
| Woonhuis/kantoor (vm. Postkantoor) | ca. 1880                          |           | Oude Verlaat 17  | 52° 43' 39" NB, 5° 57' 38" OL | 1708/WN020 | Woonhuis/kantoor (vm. Postkantoor) |
| Woonhuis (vm. Doopsgezinde kerk)   | 19e eeuw/oorsprong 17e eeuw       |           | Noorderkade 10   | 52° 43' 36" NB, 5° 57' 30" OL | 1708/WN015 | Woonhuis (vm. Doopsgezinde kerk)   |
| Schuur (vm. boerderij)             | 1850-1900                         |           | Breestraat 6     | 52° 43' 39" NB, 5° 57' 40" OL | 1708/WN010 | Schuur (vm. boerderij)             |
| Woonhuis                           | ca. 1910                          |           | Breestraat 4     | 52° 43' 39" NB, 5° 57' 39" OL | 1708/WN009 | Woonhuis                           |
| Winkel-woonhuis                    | 17e/18e eeuw (kern)               |           | Brouwerstraat 5  | 52° 43' 37" NB, 5° 57' 38" OL | 1708/WN012 | Winkel-woonhuis                    |
| Winkel-woonhuis                    | ca. 1920-1940                     |           | Brouwerstraat 1  | 52° 43' 37" NB, 5° 57' 37" OL | 1708/WN011 | Winkel-woonhuis                    |
| Woonhuis                           | 1875 (gevel)/ kern ouder          |           | Bierkade 10      | 52° 43' 39" NB, 5° 57' 33" OL | 1708/WN008 | Woonhuis                           |
| Woonhuis                           | Vroeg 20ste eeuw                  |           | Noorderkade 5    | 52° 43' 39" NB, 5° 57' 31" OL | 1708/WN014 | Woonhuis                           |
| Woonhuis                           | ca. 1900                          |           | Kuinderstraat 16 | 52° 43' 40" NB, 5° 57' 30" OL | 1708/WN013 | Woonhuis                           |

## De Bult
De plaats De Bult kent 1 gemeentelijk monument:
| Object                     | Bouwjaar | Architect | Locatie               | Coördinaten                  | Nr.         | Afbeelding                 |
| -------------------------- | -------- | --------- | --------------------- | ---------------------------- | ----------- | -------------------------- |
| Woonhuizen (vm. Jachthuis) |          |           | Duivenslaagte 1 en 1a | 52° 49' 13" NB, 6° 6' 40" OL | 1708/STW319 | Woonhuizen (vm. Jachthuis) |

## De Pol
De plaats De Pol kent 1 gemeentelijk monument:
| Object               | Bouwjaar | Architect | Locatie | Coördinaten                  | Nr.         | Afbeelding           |
| -------------------- | -------- | --------- | ------- | ---------------------------- | ----------- | -------------------- |
| Joodse begraafplaats | 1837     |           | De Pol  | 52° 49' 26" NB, 6° 4' 41" OL | 1708/STW294 | Joodse begraafplaats |

## Eesveen
De plaats Eesveen kent 3 gemeentelijke monumenten:
| Object                                               | Bouwjaar | Architect | Locatie          | Coördinaten                  | Nr.         | Afbeelding          |
| ---------------------------------------------------- | -------- | --------- | ---------------- | ---------------------------- | ----------- | ------------------- |
| Twee grenspaaltjes provinciegrens Overijssel/Drenthe |          |           | Eesveenseweg     | 52° 48' 55" NB, 6° 8' 18" OL | 1708/STW310 | Upload foto         |
| Landarbeiderswoning                                  | 1851     |           | Eesveenseweg 159 | 52° 49' 42" NB, 6° 8' 51" OL | 1708/STW309 | Landarbeiderswoning |
| Boerderij                                            |          |           | Binnenweg 3      | 52° 49' 1" NB, 6° 7' 55" OL  | 1708/STW313 | Upload foto         |

## Giethoorn
De plaats Giethoorn kent 21 gemeentelijke monumenten:
| Object                      | Bouwjaar           | Architect             | Locatie           | Coördinaten                  | Nr.        | Afbeelding        |
| --------------------------- | ------------------ | --------------------- | ----------------- | ---------------------------- | ---------- | ----------------- |
| Gemaal                      | 1935               |                       | Jonenweg bij 9    |                              | 1708/WN044 | Upload foto       |
| Boerderij                   | 19e eeuw           |                       | Jonenweg 19       | 52° 43' 10" NB, 6° 1' 7" OL  | 1708/WN043 | Upload foto       |
| School en woning            | 1910               |                       | Dwarsgracht 36-38 | 52° 43' 32" NB, 6° 2' 9" OL  | 1708/WN042 | Upload foto       |
| Boerderij                   | 19e eeuw           |                       | Dwarsgracht 35    | 52° 43' 34" NB, 6° 2' 4" OL  | 1708/WN041 | Upload foto       |
| Gemaaltje                   | ca. 1935           |                       | Kerkweg bij 50    |                              | 1708/WN045 | Upload foto       |
| ** Twee Zeilpunters         |                    |                       | Binnenpad bij 16  |                              | 1708/WN040 | Upload foto       |
| Gemaal                      | ca. 1940           | Waterschap Vollenhove | Zuiderpad 1A      | 52° 42' 55" NB, 6° 5' 2" OL  | 1708/WN050 | Upload foto       |
| Paaltjasker                 | 1970               | W.H. Dijksma          | Molenweg bij 17   | 52° 44' 30" NB, 6° 5' 4" OL  | 1708/WN049 | Meer afbeeldingen |
| Boerderij                   | 19e/begin 20e eeuw |                       | Molenweg 23       | 52° 44' 39" NB, 6° 5' 1" OL  | 1708/WN048 | Boerderij         |
| Boerderij                   | 19e eeuw           |                       | Middenbuurt 7     | 52° 44' 22" NB, 6° 5' 27" OL | 1708/WN047 | Boerderij         |
| Tjaskermolen                | 1979               |                       | Kerkweg bij 17A   |                              | 1708/WN046 | Upload foto       |
| Woonhuis en dokterspraktijk | ca. 1935           |                       | Beulakerweg 125   | 52° 43' 45" NB, 6° 4' 40" OL | 1708/WN032 | Upload foto       |
| Woonhuis                    | ca. 1910           |                       | Beulakerweg 82    | 52° 44' 22" NB, 6° 4' 37" OL | 1708/WN031 | Upload foto       |
| Boerderij                   | 1905               |                       | Beulakerweg 59    | 52° 45' 3" NB, 6° 4' 53" OL  | 1708/WN030 | Upload foto       |
| Woonhuis                    | 19e eeuw           |                       | Binnenpad 22-24   | 52° 43' 33" NB, 6° 5' 24" OL | 1708/WN039 | Upload foto       |
| Kerk                        | 19e eeuw           |                       | Binnenpad 36      | 52° 43' 28" NB, 6° 5' 22" OL | 1708/WN034 | Kerk              |
| Boerderij                   | 19e eeuw           |                       | Binnenpad 21      | 52° 43' 37" NB, 6° 5' 25" OL | 1708/WN033 | Upload foto       |
| Boerderij                   | 19e eeuw           |                       | Binnenpad 133     | 52° 43' 8" NB, 6° 5' 27" OL  | 1708/WN038 | Upload foto       |
| Boerderij                   | 19e eeuw           |                       | Binnenpad 88      | 52° 43' 3" NB, 6° 5' 24" OL  | 1708/WN036 | Upload foto       |
| Boerderij                   | 19e eeuw           |                       | Binnenpad 121     | 52° 43' 12" NB, 6° 5' 26" OL | 1708/WN037 | Upload foto       |
| Boerderij                   | 19e eeuw           |                       | Binnenpad 82      | 52° 43' 8" NB, 6° 5' 24" OL  | 1708/WN035 | Upload foto       |

## IJsselham
De plaats IJsselham kent 1 gemeentelijk monument:
| Object    | Bouwjaar      | Architect | Locatie           | Coördinaten                   | Nr.          | Afbeelding  |
| --------- | ------------- | --------- | ----------------- | ----------------------------- | ------------ | ----------- |
| Boerderij | van voor 1850 |           | IJsselhammerweg 8 | 52° 48' 30" NB, 5° 57' 28" OL | 1708/IJSH048 | Upload foto |

## Kalenberg
Kalenberg kent 5 gemeentelijke monumenten:
| Object          | Bouwjaar          | Architect | Locatie            | Coördinaten                   | Nr.          | Afbeelding        |
| --------------- | ----------------- | --------- | ------------------ | ----------------------------- | ------------ | ----------------- |
| Vervenershuisje | 2e helft 19e eeuw |           | Kalenberg Noord 45 | 52° 46' 36" NB, 5° 57' 10" OL | 1708/WN056   | Upload foto       |
| Kerkgebouw      |                   |           | Kalenbergerpad 2   | 52° 46' 34" NB, 5° 57' 21" OL | 1708/IJSH058 | Kerkgebouw        |
| Vervenershuisje |                   |           | Hoogeweg 22        | 52° 47' 43" NB, 5° 57' 20" OL | 1708/IJSH111 | Vervenershuisje   |
| Tjaskermolen    | 1963              |           | Hoogeweg bij 2     | 52° 47' 2" NB, 5° 58' 54" OL  | 1708/WN054   | Meer afbeeldingen |
| Spinnebolmolen  | 1981              | A. Sipman | Hoogeweg bij 3     | 52° 47' 8" NB, 5° 58' 41" OL  | 1708/IJSH200 | Meer afbeeldingen |

## Kallenkote
De plaats Kallenkote kent 2 gemeentelijke monumenten:
| Object                                | Bouwjaar | Architect | Locatie           | Coördinaten                   | Nr.         | Afbeelding        |
| ------------------------------------- | -------- | --------- | ----------------- | ----------------------------- | ----------- | ----------------- |
| Algemene begraafplaats met baarhuisje |          |           | Kallenkote 90a    | 52° 47' 43" NB, 6° 10' 20" OL | 1708/STW356 | Meer afbeeldingen |
| Villa                                 | ca. 1925 |           | Kallenkote 6 en 7 | 52° 47' 15" NB, 6° 9' 16" OL  | 1708/STW355 | Villa             |

## Kuinre
De plaats Kuinre kent 11 gemeentelijke monumenten:
| Object             | Bouwjaar      | Architect | Locatie               | Coördinaten                   | Nr.          | Afbeelding         |
| ------------------ | ------------- | --------- | --------------------- | ----------------------------- | ------------ | ------------------ |
| RK kerk            | laat 19e eeuw |           | H. de Cranestraat 187 | 52° 47' 38" NB, 5° 50' 22" OL | 1708/IJSH080 | RK kerk            |
| Pastorie           | laat 19e eeuw |           | H. de Cranestraat 185 | 52° 47' 38" NB, 5° 50' 23" OL | 1708/IJSH081 | Pastorie           |
| Punter KU11        |               |           |                       | 52° 47' 16" NB, 5° 50' 28" OL | 1708/IJSH201 | Upload foto        |
| Begraafplaats      |               |           | Slijkenburgerdijk     | 52° 47' 44" NB, 5° 50' 20" OL | 1708/IJSH087 | Begraafplaats      |
| Begraafplaats      |               |           | Slijkenburgerdijk     | 52° 47' 44" NB, 5° 50' 20" OL | 1708/IJSH086 | Begraafplaats      |
| Boerderij          |               |           | H. de Cranestraat 191 | 52° 47' 40" NB, 5° 50' 23" OL | 1708/IJSH079 | Boerderij          |
| Burgemeesterwoning |               |           | H. de Cranestraat 105 | 52° 47' 27" NB, 5° 50' 23" OL | 1708/IJSH073 | Burgemeesterwoning |
| Woonhuis           | circa 1900    |           | H. de Cranestraat 15  | 52° 47' 16" NB, 5° 50' 24" OL | 1708/IJSH066 | Woonhuis           |
| Woonhuis           | circa 1900    |           | H. de Cranestraat 11  | 52° 47' 16" NB, 5° 50' 24" OL | 1708/IJSH066 | Woonhuis           |
| Woonhuis           | laat 19e eeuw |           | H. de Cranestraat 57  | 52° 47' 21" NB, 5° 50' 25" OL | 1708/IJSH063 | Woonhuis           |
| Woonhuis           | circa 1900    |           | H. de Cranestraat 17  | 52° 47' 16" NB, 5° 50' 23" OL | 1708/IJSH066 | Woonhuis           |

## Oldemarkt
De plaats Oldemarkt kent 22 gemeentelijke monumenten:
| Object                       | Bouwjaar                   | Architect            | Locatie                         | Coördinaten                   | Nr.          | Afbeelding  |
| ---------------------------- | -------------------------- | -------------------- | ------------------------------- | ----------------------------- | ------------ | ----------- |
| Begraafplaats                | 19e eeuw                   |                      | Koningin Julianaweg 50          | 52° 48' 56" NB, 5° 59' 7" OL  | 1708/IJSH052 | Upload foto |
| Woonhuis                     | interbellum                |                      | Koningin Julianaweg 20          | 52° 49' 4" NB, 5° 58' 37" OL  | 1708/IJSH021 | Woonhuis    |
| Woonhuis                     |                            |                      | Koningin Julianaweg 1           | 52° 49' 9" NB, 5° 58' 36" OL  | 1708/IJSH029 | Upload foto |
| Woonhuis                     | 1912/oudere kern           |                      | Koningin Julianaweg 2a          | 52° 49' 8" NB, 5° 58' 34" OL  | 1708/IJSH018 | Upload foto |
| Woonhuis                     |                            |                      | Hoofdstraat 99-101              | 52° 49' 21" NB, 5° 58' 17" OL | 1708/IJSH041 | Upload foto |
| Woonhuis                     | 19e eeuw                   |                      | Kruisstraat 28-30               | 52° 49' 17" NB, 5° 58' 17" OL | 1708/IJSH005 | Upload foto |
| Woonhuis                     | 19e eeuw                   |                      | Westerdallaan 7                 | 52° 49' 8" NB, 5° 59' 13" OL  | 1708/IJSH053 | Woonhuis    |
| Woonhuis                     | 19e eeuw                   |                      | Marktplein 6                    | 52° 49' 19" NB, 5° 58' 15" OL | 1708/IJSH001 | Upload foto |
| Bakkerij                     | 19e eeuw                   |                      | Hoofdstraat 71-71a              | 52° 49' 18" NB, 5° 58' 24" OL | 1708/IJSH046 | Bakkerij    |
| Woonhuis                     | 2e helft 19e eeuw          |                      | Kruisstraat 38                  | 52° 49' 17" NB, 5° 58' 16" OL | 1708/IJSH002 | Upload foto |
| Woonhuis                     |                            |                      | Koningin Julianaweg 55-57-59-61 | 52° 48' 57" NB, 5° 58' 50" OL | 1708/IJSH025 | Upload foto |
| Woonhuis                     | oorsprong voor 1850        |                      | Hoofdstraat 77                  | 52° 49' 18" NB, 5° 58' 23" OL | 1708/IJSH044 | Upload foto |
| Woonhuis                     | interbellum                |                      | Hoofdstraat 27                  | 52° 49' 12" NB, 5° 58' 29" OL | 1708/IJSH015 | Upload foto |
| Woonhuis                     | ca. 1890                   |                      | Hoofdstraat 25                  | 52° 49' 12" NB, 5° 58' 30" OL | 1708/IJSH016 | Upload foto |
| Woonhuis                     |                            |                      | Frieseweg 1                     | 52° 49' 11" NB, 5° 58' 34" OL | 1708/IJSH031 | Upload foto |
| Begraafplaats met baarhuisje | 19e eeuw                   | J. Bult (baarhuisje) | Dal 5                           | 52° 49' 17" NB, 5° 59' 22" OL | 1708/IJSH055 | Upload foto |
| Woonhuis/winkel              | vroeg 20e eeuw/oudere kern |                      | Hoofdstraat 36                  | 52° 49' 14" NB, 5° 58' 30" OL | 1708/IJSH033 | Upload foto |
| Woonhuis                     | 2e helft 19e eeuw          |                      | Hoofdstraat 56                  | 52° 49' 16" NB, 5° 58' 27" OL | 1708/IJSH035 | Upload foto |
| Woonhuis                     |                            |                      | Hoofdstraat 93                  | 52° 49' 20" NB, 5° 58' 20" OL | 1708/IJSH043 | Upload foto |
| Woonhuis                     | oorsprong voor 1850        |                      | Hoofdstraat 75                  | 52° 49' 18" NB, 5° 58' 23" OL | 1708/IJSH044 | Upload foto |
| Woonhuis/winkel/kantoor      |                            |                      | Hoofdstraat 73                  | 52° 49' 18" NB, 5° 58' 23" OL | 1708/IJSH045 | Upload foto |
| Woonhuis                     |                            |                      | Hoofdstraat 144                 | 52° 49' 23" NB, 5° 58' 16" OL | 1708/IJSH039 | Upload foto |

## Ossenzijl
De plaats Ossenzijl kent 1 gemeentelijk monument:
| Object        | Bouwjaar | Architect | Locatie    | Coördinaten                   | Nr.          | Afbeelding    |
| ------------- | -------- | --------- | ---------- | ----------------------------- | ------------ | ------------- |
| Begraafplaats |          |           | Lageweg 19 | 52° 48' 21" NB, 5° 54' 51" OL | 1708/IJSH060 | Begraafplaats |

## Paasloo
De plaats Paasloo kent 1 gemeentelijk monument:
| Object    | Bouwjaar | Architect | Locatie   | Coördinaten                  | Nr.          | Afbeelding  |
| --------- | -------- | --------- | --------- | ---------------------------- | ------------ | ----------- |
| Boerderij |          |           | Hooiweg 6 | 52° 48' 19" NB, 6° 0' 40" OL | 1708/IJSH118 | Upload foto |

## Scheerwolde
De plaats Scheerwolde kent 1 gemeentelijk monument:
| Object | Bouwjaar | Architect             | Locatie            | Coördinaten                  | Nr.        | Afbeelding |
| ------ | -------- | --------------------- | ------------------ | ---------------------------- | ---------- | ---------- |
| Gemaal | 1933     | Waterschap Vollenhove | A.F. Stroinkweg 10 | 52° 47' 18" NB, 6° 1' 26" OL | 1708/WN094 | Gemaal     |

## Sint Jansklooster
De plaats Sint Jansklooster kent 5 gemeentelijke monumenten:
| Object       | Bouwjaar          | Architect    | Locatie       | Coördinaten                   | Nr.        | Afbeelding  |
| ------------ | ----------------- | ------------ | ------------- | ----------------------------- | ---------- | ----------- |
| Boerderij    | laat 18e eeuw     |              | Leeuwte 70    | 52° 41' 2" NB, 6° 0' 3" OL    | 1708/WN098 | Upload foto |
| Kloostermuur | 1399              |              | Kloosterweg   | 52° 40' 42" NB, 6° 0' 32" OL  | 1708/WN097 | Upload foto |
| Kerkgebouw   | 1962-1965         | A.C. Nicolai | Leeuwte 81    | 52° 40' 52" NB, 6° 0' 11" OL  | 1708/WN099 | Upload foto |
| Boerderij    | 1861              |              | Bergkampen 31 | 52° 40' 18" NB, 6° 0' 16" OL  | 1708/WN095 | Upload foto |
| Boerderij    | 2e helft 19e eeuw |              | Halleweg 3    | 52° 40' 18" NB, 5° 58' 56" OL | 1708/WN096 | Upload foto |

## Steenwijk
De plaats Steenwijk kent 56 gemeentelijke monumenten:
| Object                                                  | Bouwjaar                             | Architect           | Locatie                      | Coördinaten                  | Nr.          | Afbeelding                                              |
| ------------------------------------------------------- | ------------------------------------ | ------------------- | ---------------------------- | ---------------------------- | ------------ | ------------------------------------------------------- |
| Woonhuis                                                | 1915                                 |                     | Stationsstraat 9             | 52° 47' 19" NB, 6° 7' 14" OL | 1708/STW130  | Woonhuis                                                |
| Villa                                                   | 1890                                 |                     | Stationsstraat 10            | 52° 47' 17" NB, 6° 7' 15" OL | 1708/STW132  | Villa                                                   |
| Woonhuis                                                | 1915                                 |                     | Stationsstraat 7             | 52° 47' 19" NB, 6° 7' 14" OL | 1708/STW130  | Woonhuis                                                |
| Herenhuis                                               | 1903-1904                            | Gebr. Aberson       | Stationsstraat 30            | 52° 47' 20" NB, 6° 7' 16" OL | 1708/STW134  | Herenhuis                                               |
| Herenhuis                                               | 1901                                 |                     | Stationsstraat 26            | 52° 47' 20" NB, 6° 7' 15" OL | 1708/STW133  | Herenhuis                                               |
| Theekoepeltje                                           |                                      |                     | bij Oostwijkstraat 2 en 2a   | 52° 47' 16" NB, 6° 7' 15" OL | 1708/STW151A | Theekoepeltje                                           |
| Woonhuis                                                | 1905                                 | B. Roukema          | Oostwijkstraat 2 en 2a       | 52° 47' 16" NB, 6° 7' 15" OL | 1708/STW151  | Woonhuis                                                |
| Horeca/woonhuis                                         | 1870                                 |                     | Oosterstraat 97              | 52° 47' 15" NB, 6° 7' 11" OL | 1708/STW066  | Horeca/woonhuis                                         |
| Herenhuis                                               | 1910                                 |                     | Stationsstraat 34            | 52° 47' 21" NB, 6° 7' 15" OL | 1708/STW136  | Herenhuis                                               |
| Woonhuis                                                | 1893                                 | Gebr. Aberson       | Paardenmarkt 1               | 52° 47' 13" NB, 6° 6' 45" OL | 1708/STW040  | Woonhuis                                                |
| Pand (vm. school en varkenswaag) met naastgelegen poort | 1882                                 | B. Roukema          | Scholestraat 14              | 52° 47' 12" NB, 6° 7' 6" OL  | 1708/STW068  | Pand (vm. school en varkenswaag) met naastgelegen poort |
| Herenhuis                                               | 1880                                 |                     | Stationsstraat 3             | 52° 47' 18" NB, 6° 7' 13" OL | 1708/STW131  | Herenhuis                                               |
| Voormalige machinefabriek “De Dolder”                   | 1919-1920                            | B. Roukema          | Tukseweg 75                  | 52° 47' 21" NB, 6° 6' 11" OL | 1708/WN146   | Voormalige machinefabriek “De Dolder”                   |
| Winkel/woonhuis                                         | 1907 (pui)                           | A. Edinga           | Woldpromenade 7              | 52° 47' 13" NB, 6° 6' 54" OL | 1708/STW048  | Winkel/woonhuis                                         |
| Kantoorgebouw (vm. belastingkantoor)                    | 1939-1940                            | Rijksgebouwendienst | Willem de Zwijgerstraat 9    | 52° 47' 21" NB, 6° 7' 11" OL | 1708/WN151   | Kantoorgebouw (vm. belastingkantoor)                    |
| Winkel/woonhuis                                         | 19e eeuw/ 1909 (pui)                 | Gebr. Aberson       | Woldpromenade 12             | 52° 47' 13" NB, 6° 6' 54" OL | 1708/STW049  | Winkel/woonhuis                                         |
| Winkel/woonhuis                                         | 19e eeuw (pand) vroeg 20e eeuw (pui) |                     | Woldpromenade 46             | 52° 47' 13" NB, 6° 6' 49" OL | 1708/STW076  | Winkel/woonhuis                                         |
| Pakhuis                                                 | ca. 1900                             |                     | Korte Woldpromenade 6        | 52° 47' 12" NB, 6° 6' 49" OL | 1708/WN155   | Pakhuis                                                 |
| Villa                                                   | 1919                                 | Jac. Pen            | Tukseweg 47                  | 52° 47' 17" NB, 6° 6' 25" OL | 1708/STW222  | Villa                                                   |
| Woonhuis (vm. kantoorpand houthandel fa. Tromp)         | 19e eeuw                             |                     | Steenwijkerdiep 107          | 52° 47' 13" NB, 6° 6' 18" OL | 1708/STW226  | Woonhuis (vm. kantoorpand houthandel fa. Tromp)         |
| Kunstwerk Hildo Krop                                    | 1921                                 | Hildo Krop          | Oosterstraat 88              | 52° 47' 15" NB, 6° 7' 12" OL | 1708/STW067  | Kunstwerk Hildo Krop                                    |
| Woonhuis                                                | 1931-1932                            | J. van Ommen        | Tukseweg 84                  | 52° 47' 18" NB, 6° 6' 26" OL | 1708/STW218  | Woonhuis                                                |
| Werkplaats                                              | 1895                                 | B. Roukema          | Weemstraat 5                 | 52° 47' 14" NB, 6° 6' 57" OL | 1708/STW084  | Werkplaats                                              |
| Schoolgebouw (vm. LTS)                                  | 1961-1962 (wederopbouw)              | G.A. Heldoorn       | Stationsstraat 40-40a        | 52° 47' 24" NB, 6° 7' 16" OL | 1708/WN143   | Schoolgebouw (vm. LTS)                                  |
| Woonhuis                                                | 1915                                 |                     | Stationsstraat 11            | 52° 47' 19" NB, 6° 7' 14" OL | 1708/STW130  | Woonhuis                                                |
| Marechaussee-woningen                                   | 1901                                 |                     | Gasthuislaan 26              | 52° 47' 2" NB, 6° 6' 38" OL  | 1708/STW195  | Marechaussee-woningen                                   |
| Marechaussee-woningen                                   | 1901                                 |                     | Gasthuislaan 24              | 52° 47' 2" NB, 6° 6' 38" OL  | 1708/STW195  | Marechaussee-woningen                                   |
| Trafohuisje                                             |                                      |                     | Gasthuislaan 56              | 52° 46' 58" NB, 6° 6' 37" OL | 1708/STW199  | Trafohuisje                                             |
| Evangelisatiegebouw kerk v/d vrije zendingsgemeente     | 1917                                 | D. Bijkerk          | Gasthuislaan 109             | 52° 46' 56" NB, 6° 6' 40" OL | 1708/STW201  | Evangelisatiegebouw kerk v/d vrije zendingsgemeente     |
| Jubileumbank                                            | 1940                                 |                     | Goeman Borgesiusstraat       | 52° 47' 17" NB, 6° 6' 60" OL | 1708/STW104  | Jubileumbank                                            |
| Café                                                    |                                      |                     | Gasthuisstraat 27            | 52° 47' 10" NB, 6° 6' 54" OL | 1708/STW032  | Café                                                    |
| Marechaussee-woningen                                   | 1901                                 |                     | Gasthuislaan 22              | 52° 47' 2" NB, 6° 6' 38" OL  | 1708/STW195  | Marechaussee-woningen                                   |
| Marechaussee-woningen                                   | 1901                                 |                     | Gasthuislaan 20              | 52° 47' 2" NB, 6° 6' 38" OL  | 1708/STW195  | Marechaussee-woningen                                   |
| Plaats van samenkomst                                   | 1957                                 | J.H. Jager          | Burg. H.G. Reinenstraat 1    | 52° 47' 20" NB, 6° 6' 42" OL | 1708/WN100   | Plaats van samenkomst                                   |
| Kerkgebouw                                              | 1922-1923                            | J.B. Radstake       | Onnastraat 44-46             | 52° 47' 7" NB, 6° 7' 1" OL   | 1708/WN127   | Kerkgebouw                                              |
| Gemaaltje                                               | 1908/1912                            |                     | Eesveenseweg 27              | 52° 47' 35" NB, 6° 7' 19" OL | 1708/WN101   | Gemaaltje                                               |
| Dienstwoning                                            | 1900                                 |                     | Gasthuislaan 4               | 52° 47' 6" NB, 6° 6' 47" OL  | 1708/STW191A | Dienstwoning                                            |
| Woning                                                  | 1899-1900                            | B. Roukema          | Gasthuislaan 6               | 52° 47' 4" NB, 6° 6' 42" OL  | 1708/STW193  | Woning                                                  |
| Straatklok                                              | jaren 30                             |                     | Goeman Borgesiusstraat       | 52° 47' 16" NB, 6° 7' 14" OL | 1708/STW105  | Straatklok                                              |
| Woonhuis                                                | 1908                                 | A. van Driesum      | J.H.T. Meestersstraat 4      | 52° 47' 23" NB, 6° 6' 60" OL | 1708/STW112  | Woonhuis                                                |
| Woonhuis                                                | 1880                                 |                     | Meppelerweg 22               | 52° 47' 13" NB, 6° 7' 24" OL | 1708/STW157  | Woonhuis                                                |
| Herenhuis                                               | 1895-1896                            | J. van Noorten bzn  | Meppelerweg 2                | 52° 47' 16" NB, 6° 7' 15" OL | 1708/STW150  | Herenhuis                                               |
| Woonhuis                                                |                                      |                     | Meppelerweg 37               | 52° 47' 15" NB, 6° 7' 19" OL | 1708/STW153  | Woonhuis                                                |
| Herenhuis                                               | 1904                                 | B. Roukema          | Meppelerweg 61               | 52° 47' 14" NB, 6° 7' 30" OL | 1708/STW160  | Herenhuis                                               |
| Woonhuis                                                | 1929-1930                            | W.B.J. Deppe        | Noordersingel 9              | 52° 47' 17" NB, 6° 6' 52" OL | 1708/STW091  | Woonhuis                                                |
| Algemene begraafplaats                                  | begin 19e eeuw                       |                     | Meppelerweg 79               | 52° 47' 13" NB, 6° 7' 43" OL | 1708/STW178  | Algemene begraafplaats                                  |
| Woonhuis                                                | 1893                                 | Gebr. Aberson       | Kornputsingel 2              | 52° 47' 13" NB, 6° 6' 44" OL | 1708/STW040  | Woonhuis                                                |
| Postkantoor/politiebureau                               | 1890                                 |                     | Koningstraat/Vrouwenstraat 1 | 52° 47' 12" NB, 6° 7' 3" OL  | 1708/STW011  | Postkantoor/politiebureau                               |
| Woonhuis                                                |                                      |                     | J.H.T. Meestersstraat 13     | 52° 47' 24" NB, 6° 6' 58" OL | 1708/STW108  | Woonhuis                                                |
| Woonhuis                                                | 1898-1899                            | H. de Waal          | J.H.T. Meestersstraat 9      | 52° 47' 22" NB, 6° 6' 56" OL | 1708/STW110  | Woonhuis                                                |
| Woonhuis                                                | 1910                                 |                     | J.H.T. Meestersstraat 14     | 52° 47' 24" NB, 6° 7' 3" OL  | 1708/STW118  | Woonhuis                                                |
| Woonhuis                                                |                                      |                     | J.H.T. Meestersstraat 15     | 52° 47' 24" NB, 6° 6' 59" OL | 1708/STW108  | Woonhuis                                                |
| Notariswoning/kantoor                                   | 1909                                 | A. van Driesum      | J.H.T. Meestersstraat 25     | 52° 47' 25" NB, 6° 7' 1" OL  | 1708/STW106  | Notariswoning/kantoor                                   |

## Steenwijkerwold
De plaats Steenwijkerwold kent 3 gemeentelijke monumenten:
| Object        | Bouwjaar | Architect    | Locatie            | Coördinaten                  | Nr.         | Afbeelding    |
| ------------- | -------- | ------------ | ------------------ | ---------------------------- | ----------- | ------------- |
| Boerderij     | 1930     | J. van Ommen | Ten Holtheweg 52   | 52° 48' 22" NB, 6° 3' 60" OL | 1708/STW282 | Boerderij     |
| Boerderij     | 1888     |              | Gelderingen 57     | 52° 48' 4" NB, 6° 3' 35" OL  | 1708/STW275 | Upload foto   |
| Begraafplaats |          |              | Oldermarktseweg 94 | 52° 48' 14" NB, 6° 4' 1" OL  | 1708/STW284 | Begraafplaats |

## Tuk
De plaats Tuk kent 7 gemeentelijke monumenten:
| Object                   | Bouwjaar    | Architect    | Locatie          | Coördinaten                  | Nr.         | Afbeelding               |
| ------------------------ | ----------- | ------------ | ---------------- | ---------------------------- | ----------- | ------------------------ |
| Villa (vm. gemeentehuis) | 1873        |              | Tukseweg 158     | 52° 47' 43" NB, 6° 5' 52" OL | 1708/STW238 | Villa (vm. gemeentehuis) |
| Schoorsteen              | 1911        |              | bij Tukseweg 87  | 52° 47' 32" NB, 6° 6' 0" OL  | 1708/WN165  | Schoorsteen              |
| Woonhuis                 | 1922-1923   | J. van Ommen | Tukseweg 152     | 52° 47' 39" NB, 6° 5' 56" OL | 1708/WN162  | Woonhuis                 |
| Woonhuis                 | ca 1870     |              | Tukseweg 125a    | 52° 47' 44" NB, 6° 5' 46" OL | 1708/STW241 | Woonhuis                 |
| Woonhuis                 | ca. 1925    |              | Tukseweg 115     | 52° 47' 41" NB, 6° 5' 50" OL | 1708/STW237 | Woonhuis                 |
| Boerderij                | na 1855     |              | Lage Egge 1      | 52° 47' 44" NB, 6° 5' 3" OL  | 1708/STW287 | Meer afbeeldingen        |
| Woonhuis                 | wederopbouw |              | Bergsteinlaan 12 | 52° 47' 54" NB, 6° 5' 25" OL | 1708/WN159  | Woonhuis                 |

## Vollenhove
De plaats Vollenhove kent 12 gemeentelijke monumenten:
| Object                   | Bouwjaar | Architect                     | Locatie              | Coördinaten                   | Nr.        | Afbeelding        |
| ------------------------ | -------- | ----------------------------- | -------------------- | ----------------------------- | ---------- | ----------------- |
| Kerkgebouw               | 1952     | Architectenbureau P. Starmans | Kerkstraat 40        | 52° 40' 53" NB, 5° 57' 5" OL  | 1708/WN173 | Kerkgebouw        |
| Woonhuis                 | 1892     |                               | Kerkstraat 44        | 52° 40' 54" NB, 5° 57' 6" OL  | 1708/WN174 | Woonhuis          |
| Horeca                   | 1878     |                               | Moespot 17           | 52° 41' 16" NB, 5° 57' 55" OL | 1708/WN176 | Horeca            |
| Woonhuis                 | 1895     |                               | Kerkstraat 37        | 52° 40' 54" NB, 5° 57' 2" OL  | 1708/WN172 | Woonhuis          |
| RK-kerkhof               | 1882     |                               | Weg van Rollecate 13 | 52° 40' 51" NB, 5° 57' 29" OL | 1708/WN177 | Upload foto       |
| Oude mannenhuis/rusthuis | 1910     |                               | Kerkstraat 61        | 52° 40' 55" NB, 5° 57' 9" OL  | 1708/WN175 | Meer afbeeldingen |
| Woonhuis                 | ca. 1930 |                               | Groenestraat 25      | 52° 40' 50" NB, 5° 57' 8" OL  | 1708/WN171 | Upload foto       |
| Havezate                 | 1901     |                               | Bentstraat 6         | 52° 40' 51" NB, 5° 56' 56" OL | 1708/WN166 | Havezate          |
| Woonhuis                 | 1910     |                               | Bentstraat 34        | 52° 40' 46" NB, 5° 56' 59" OL | 1708/WN167 | Upload foto       |
| Woonhuis                 | ca. 1915 |                               | Bisschopstraat 56    | 52° 40' 52" NB, 5° 57' 10" OL | 1708/WN168 | Woonhuis          |
| Woonhuis                 | ca. 1915 |                               | Bisschopstraat 56A   | 52° 40' 52" NB, 5° 57' 10" OL | 1708/WN169 | Woonhuis          |
| Woonhuis                 | ca. 1950 |                               | Clarenberglaan 1     | 52° 40' 51" NB, 5° 57' 27" OL | 1708/WN170 | Woonhuis          |

## Wanneperveen
De plaats Wanneperveen kent 1 gemeentelijk monument:
| Object    | Bouwjaar                     | Architect | Locatie    | Coördinaten                 | Nr.        | Afbeelding  |
| --------- | ---------------------------- | --------- | ---------- | --------------------------- | ---------- | ----------- |
| Boerderij | laat 19e eeuw/vroeg 20e eeuw |           | Veneweg 54 | 52° 42' 24" NB, 6° 8' 4" OL | 1708/WN178 | Upload foto |

## Wetering
De plaats Wetering kent 1 gemeentelijk monument:
| Object         | Bouwjaar | Architect | Locatie           | Coördinaten | Nr.          | Afbeelding     |
| -------------- | -------- | --------- | ----------------- | ----------- | ------------ | -------------- |
| Electro-gemaal | 1943     |           | Wetering Oost 44a |             | 1708/IJSH097 | Electro-gemaal |

## Willemsoord
De plaats Willemsoord kent 3 gemeentelijke monumenten:
| Object                                          | Bouwjaar | Architect    | Locatie                | Coördinaten                  | Nr.         | Afbeelding  |
| ----------------------------------------------- | -------- | ------------ | ---------------------- | ---------------------------- | ----------- | ----------- |
| Pastorie                                        | 1868     |              | Steenwijkerweg 157     | 52° 49' 29" NB, 6° 3' 45" OL | 1708/STW252 | Pastorie    |
| Woonhuis (Huize Ronde Blesse) met omheinde tuin | 1911     | M.K. de Jong | Ronde Blesse 2         | 52° 50' 2" NB, 6° 4' 15" OL  | 1708/STW291 | Upload foto |
| Boerderij                                       | 1913     |              | Kon. Wilhelminalaan 42 | 52° 49' 49" NB, 6° 4' 36" OL | 1708/STW297 | Upload foto |

## Zuidveen
De plaats Zuidveen kent 2 gemeentelijke monumenten:
| Object    | Bouwjaar | Architect | Locatie                    | Coördinaten                  | Nr.         | Afbeelding |
| --------- | -------- | --------- | -------------------------- | ---------------------------- | ----------- | ---------- |
| Boerderij |          |           | Zuidveenseweg 24           | 52° 46' 47" NB, 6° 6' 38" OL | 1708/STW328 | Boerderij  |
| Boerderij | 1913     |           | Burgemeester Stroinkweg 46 | 52° 46' 35" NB, 6° 6' 38" OL | 1708/STW330 | Boerderij  |

Almelo ·
Borne ·
Dalfsen ·
Dinkelland ·
Deventer ·
Enschede ·
Haaksbergen ·
Hardenberg ·
Hellendoorn ·
Hengelo ·
Hof van Twente ·
Kampen ·
Losser ·
Oldenzaal ·
Olst-Wijhe ·
Ommen ·
Raalte ·
Rijssen-Holten ·
Staphorst ·
Steenwijkerland ·
Twenterand ·
Wierden ·
Zwartewaterland ·
Zwolle